# Кюдо (Франція)
Кюдо́ (фр. Cudot) — муніципалітет у Франції, що розташований Бургундія-Франш-Конте, департамент Йонна. Населення — 378 осіб (01.01.2021).
Муніципалітет розташований на відстані близько 115 км на південний схід від Парижа, 160 км на північний захід від Діжона та 36 км на північний захід від Осера.

## Демографія
Динаміка населення (INSEE і Cassini ):

## Економіка
2010 року серед 211 осіб працездатного віку (15—64 років) 157 були активними, 54 — неактивними (показник активності 74,4%, у 1999 році було 64,1%). З 157 активних мешканців працювало 140 осіб (77 чоловіків та 63 жінки), безробітними було 17 (8 чоловіків та 9 жінок). Серед 54 неактивних 10 осіб було учнями чи студентами, 27 — пенсіонерами, 17 були неактивними з інших причин.

У 2010 році в муніципалітеті числилось 157 оподаткованих домогосподарств, у яких проживали 335,0 особи, медіана доходів виносила 17 998 євро на одного особоспоживача

## Див. також

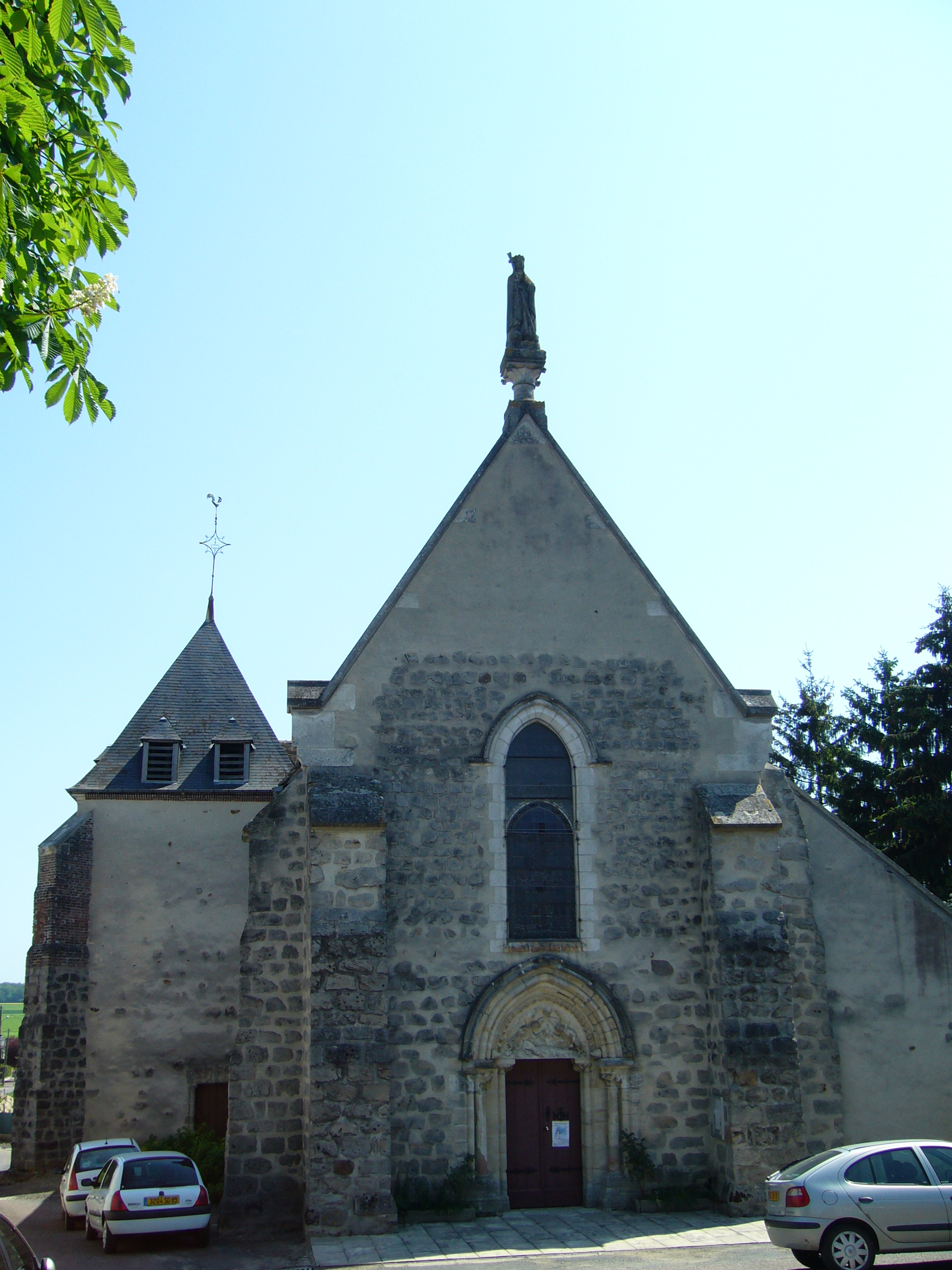